# 読売理工医療福祉専門学校
読売理工医療福祉専門学校（よみうりりこういりょうふくしせんもんがっこう）は、学校法人読売理工学院が運営している東京都文京区にある「放送・メディア系」、「建築・電気系」、「医療・福祉系」などの学科がある専門学校。
2020年（令和2年）4月に港区芝から文京区小石川の新校舎に移転した。

## 概要
1969年（昭和44年）11月に読売新聞グループ本社が理工系の初級技術者を養成する目的で学校法人読売理工学院が創立された。「放送・メディア系」、「建築・電気系」、「医療・福祉系」などの学科を設置している専門学校。
2006年（平成18年）4月に学校名が「読売東京理工専門学校」から「読売理工医療福祉専門学校」に名称変更された。
読売新聞の新聞販売店で新聞配達で働きながら通学する新聞奨学生などの奨学金制度を利用することもできる。

## 設置学科
- 放送・メディア系
  - 放送映像学科（昼間・2年制、専門課程） - テレビカメラ、音響、照明などテレビ局の番組制作スタッフを養成する。
  - TVディレクター学科（昼間・2年制、専門課程） - テレビ局の番組制作のディレクターやプロデューサーを養成する。
  - クロスメディア情報学科（昼間・2年制、専門課程） - webプログラミングやwebデザイナーなどのIT系エンジニアを養成する。

- 建築・電気系
  - 建築学科（昼間・2年制、専門課程） - 建築士を養成する。
  - 建築科（夜間・2年制、専門課程） - 建築士を養成する。
  - 電気電子学科（昼間・2年制、専門課程） - 電気工事士や工事担任者を養成する。電気主任技術者は卒業後の一定期間の実務経験により資格取得が可能である。

- 医療・福祉系
  - 臨床工学科（昼間・3年制、専門課程） - 臨床工学技士を養成する。
  - 介護福祉学科（昼間・2年制、専門課程） - 介護福祉士を養成する。

過去に設置されていた学科
- コンピュータプログラム学科 - 2009年の卒業生を以て学科廃止。[2]
- ネットワークセキュリティ学科 - 2010年の卒業生を以て学科廃止。[3]
- 情報メディア学科 - 2011年の卒業生を以て学科廃止。[4]
- 情報処理学科 - 2012年の卒業生を以て学科廃止。[5]

## 沿革
- 1969年（昭和44年）11月20日 - 学校法人読売理工学院の設立発起人会で学院設立を決議する。この日を創立記念日とする
- 1970年（昭和45年）
  - 1月31日 - 学校法人読売理工学院の設置認可。東京理工専門学校（三田校）が設置認可される。
  - 3月23日 - 校章を制定（図案制作は神谷幸衛）
  - 4月1日 - 東京都港区芝に「東京理工専門学校」（三田校）が開校する。初代校長は原子核物理学者の三輪光雄。
  - 5月9日 - 開校式を挙行する。
- 1976年（昭和51年）
  - 4月8日 - 同窓会組織の東京理工専門学校校友会（現・読売理工専校友会）が発足する。
  - 4月10日 - 校歌を制定（作詞は小野昇、作曲は團伊玖磨）
- 1979年
  - 4月1日 - 「本学の本旨」を制定する。
  - 4月20日 - 「本学の本旨」に基づく「教育方針」を制定する。
- 1982年（昭和57年）4月1日 - 東京都港区の東京理工専門学校（三田校）から自動車整備士を養成する自動車整備学科が分離独立して、東京都江東区亀戸に姉妹校である読売江東理工専門学校（江東校）現在の専門学校 読売自動車大学校（自動車整備学科）が開校する。
- 1983年（昭和58年）4月1日 - 東京都港区の三田校が「東京理工専門学校」から「読売東京理工専門学校」に名称変更する。
- 1984年（昭和59年）9月18日 - 文部省からの依頼により1985年度（昭和60年度）から初の国費留学生の受け入れを決定する。
- 1990年（平成2年）4月1日 - ノーベル物理学賞受賞者である電子物理学者の江崎玲於奈が読売理工学院の特別顧問に就任（1992年（平成4年）2月まで）
- 1995年（平成7年）
  - 1月23日 - 文部省から、卒業時に「専門士」の称号が付与される専門学校として認可された。
  - 2月21日 - 東京都より「特定公益増進法人」の認定を受ける。
- 2006年（平成18年）4月1日 - 東京都港区の三田校が「読売東京理工専門学校」から「読売理工医療福祉専門学校」に名称変更する。
- 2020年（令和2年）4月1日 - 読売理工医療福祉専門学校が港区芝（三田校）から文京区小石川（小石川校）の新校舎に移転した。[6]

## 交通アクセス
- 最寄駅は東京地下鉄（丸ノ内線・南北線）の後楽園駅から直結、都営地下鉄（三田線・大江戸線）の春日駅から直結、JR（中央線各駅停車）の水道橋駅から徒歩9分。

- 所在地、〒112-0002 東京都文京区小石川1-1-1文京ガーデン ゲートタワー

## 姉妹校
- 姉妹校に自動車整備士を養成する専門学校 読売自動車大学校（江東校）がある。